# 卡迪西亞省
卡迪西亞省（阿拉伯语：‎）是伊拉克十九省之一，位於該國中部。面积8,153 km²。首府迪瓦尼耶。
在1976年以前首府名同時是省名，稱為迪瓦尼耶省，範圍包括了今天的納傑夫省和穆薩納省。